# Олимпијски стадион у Атланти
Олимпијски стадион у Атланти је био стадион на којем су одржане церемоније отварања и затварања Олимпијских игара 1994., као и већина спортских такмичења Олимпијских игара које су 1996. одржане у Атланти, САД. За време Олимпијских игара стадион је имао капацитет од 85.000 места, а након игара стадион је делимично срушен и претворен у Тарнер Филд.